# Teodore Roosevelt Patrick Jr.
Teodore Roosevelt Patrick Jr., též Ted E. Roosevelt (*1930) je americký religionista, původně aktivista za práva černošské komunity a později i zmocněnec pro komunitní záležitosti za guvernéra Ronalda Reagana.
Patrick se začal zajímat o kulty a sekty na počátku 70. let. Na základě osobní zkušenosti se synem Michaelem, který se připojil k sektě Děti Boží, začal vytvářet síť podobně zasažených rodičů, jež dala vzniknout organizaci FREECOG. To se stalo jeho hlavním zaměstnáním. Roku 1974 se spojili s širší organizací Citizen’s Freedom Foundation, později známou jako Cult Awareness Network.
Původně pracoval s metodou deprogramování. O těchto metodách napsal Tom Dulack knihu „Let Our Children Go!“ (1976).
Ted Patrick během 70. let svou působnost postupně rozšířil ze skupiny Dětí Božích na mnoho dalších společenství s pomocí výše zmíněné sítě spolupracovníků. Některé případy, při nichž užíval deprogramování, skončily soudními přemi. Organizace Cult Awareness Network vyhlásila definitivní bankrot v roce 1996.

## V kultuře
O jeho činnosti natočila v roce 2016 společnost Netflix dokument Deprogrammed, kde Patrick ztvárnil hlavní roli.